# Óscar Vílchez
Óscar Christopher Vílchez Soto (Chiclayo, 21 gennaio 1986) è un calciatore peruviano, centrocampista dell'Alianza Lima e della Nazionale peruviana.

## Carriera

### Nazionale
Viene convocato per la Copa América Centenario negli Stati Uniti.
Oscar Vilches è stato inserito nella squadra del Perù per l'America's Cup 2016.